# Црква Преноса моштију светог Николе (Ловра)
Црква Преноса моштију светог Николе је један од православних храмова Српске православне цркве у Ловри (мађ. Lórév). Црква припада Будимској епархији Српске православне цркве.
Црква је посвећена Преносу моштију светог Николе.

## Историјат
Првобитна црква је подигнута 1714. године. Данашња скромна Црква Преноса моштију светог Николе је подигнута током 19. века, на темељима некадашње цркве.
Црква је архитектонски скромна сеоска грађевина, тростране апсиде са призиданим торњем на западној страни. Западну фасаду брода и торањ украшавају удвојени пиластри са јонским капителима. Унутрашњост цркве је такође једноставна. На западној страни је хор подигнут на два ступца, таваница је равна, а под од црвених камених плоча.
Две целивајуће иконе из 18. века чувају се у олтару:
- Икона Три српска светитеља (свети Стефан Нови, свети Арсеније и свети Милутин) сликана је у зографској радионици Теодора Симеоновића „Грунтовича”, око 1770.
- Икону Свети Георгије радио је непознат српски сликар из друге половине 18. века.

Делови старијег иконостаса нису сачувани. Године 1901. је постављен садашњи иконостас, а израђен је у Хофрихтеровој сликарској радионици у вароши Габлонц, данас у Словачкој.
Црква Рођења Пресвете Богородице у Ђуру је парохија Архијерејског намесништва будимског чији је Архијерејски намесник Протојереј Зоран Остојић. Парох цркве у Ловри је Парох протојереј Радован Савић.